# LRRC8D
LRRC8D‏ (Leucine rich repeat containing 8 VRAC subunit D) هوَ بروتين يُشَفر بواسطة جين LRRC8D في الإنسان.